# Lista zabytków w Għarb
To jest lista zabytków w miejscowości Għarb na Gozo, Malta, które są umieszczone na liście National Inventory of the Cultural Property of the Maltese Islands.

## Lista
| Nazwa zabytku                              | Lokalizacja                                          | Współrzędne                                   | Nr na liście NICPMI | Zdjęcie |
| ------------------------------------------ | ---------------------------------------------------- | --------------------------------------------- | ------------------- | ------- |
| Nisza św. Józefa                           | 1 Triq il-Knisja                                     | 36°03′21,7″N 14°12′47,0″E/36,056027 14,213051 | 00969               |         |
| Nisza Niepokalanego Poczęcia               | Triq l-Għarb                                         | 36°03′19,6″N 14°12′53,7″E/36,055449 14,214912 | 00970               |         |
| Nisza Wniebowzięcia                        | Triq l-Għarb / Triq ta’Pinu                          | 36°03′16,5″N 14°13′04,6″E/36,054593 14,217950 | 00971               |         |
| Sanktuarium Ta’Pinu                        | Triq ta’Pinu                                         | 36°03′42,6″N 14°12′54,5″E/36,061834 14,215143 | 00972               |         |
| Kaplica św. Publiusza w Għasri             | Trejqet Dun Ġużepp Cassar, Għasri.                   | 36°03′54,9″N 14°13′01,0″E/36,065244 14,216933 | 00973               |         |
| Nisza Matki Bożej Łaskawej                 | Triq ta’Sdieri / Triq il-Blata                       | 36°03′44,6″N 14°12′33,6″E/36,062379 14,209338 | 00974               |         |
| Nisza Matki Bożej z Lourdes                | Triq Dun Alwiġ Mizzi / Pjazza taż-Żjara tal-Madonna  | 36°03′35,4″N 14°12′31,8″E/36,059823 14,208827 | 00975               |         |
| Nisza (statua) św. Józefa                  | Pjazza taż-Żjara tal-Madonna (Għarb Folklore Museum) | 36°03′35,1″N 14°12′33,2″E/36,059762 14,209224 | 00976               |         |
| Nisza Chrystusa Króla                      | 103 Triq il-Knisja                                   | 36°03′34,1″N 14°12′33,9″E/36,059477 14,209424 | 00977               |         |
| Nisza św. Ludwika Gonzagi                  | 24 Triq L-Isqof Mikiel Molina                        | 36°03′48,0″N 14°12′31,6″E/36,063338 14,208769 | 00978               |         |
| Kaplica św. Dymitra (Demetriusza)          | Triq tal-Blajjar                                     | 36°04′15,9″N 14°12′17,0″E/36,071077 14,204725 | 00979               |         |
| Kościół Nawiedzenia "Taż-Żejt"             | Triq San Pietru (cmentarz)                           | 36°03′40,3″N 14°12′13,9″E/36,061199 14,203852 | 00980               |         |
| Nisza Nawiedzenia                          | Triq Monġur / Triq Birbuba                           | 36°03′47,6″N 14°12′07,6″E/36,063223 14,202119 | 00981               |         |
| Kościół parafialny Nawiedzenia Matki Bożej | Pjazza taż-Żjara tal-Madonna                         | 36°03′36,4″N 14°12′31,7″E/36,060116 14,208814 | 00982               |         |
| Nisza Matki Bożej z Góry Karmel            | Triq il-Blata / Triq L-Isqof Mikiel Molina           | 36°03′44,9″N 14°12′33,6″E/36,062475 14,209328 | 00983               |         |
| Krzyż                                      | Triq il-Knisja                                       | 36°03′34,7″N 14°12′33,3″E/36,059649 14,209251 | 00984               |         |
| Pusta nisza                                | 55-56 Triq il-Knisja                                 | 36°03′34,6″N 14°12′32,8″E/36,059612 14,209101 | 00985               |         |
| Pusta nisza                                | 69 Triq Dun Alwiġ Mizzi                              | 36°03′33,6″N 14°12′29,4″E/36,059338 14,208167 | 00986               |         |